# Catedral de Tartu
La catedral de Tartu (en estonio: Tartu toomkirik) es uno de los hitos de la ciudad de Tartu (Dorpat) en Estonia. El edificio es ahora una imponente ruina con vistas a la ciudad baja. En la pequeña parte que ha sido renovada ahora se encuentra el museo de la Universidad de Tartu, que la universidad utiliza también para grandes recepciones.
La construcción de la catedral gótica en el lado norte de la colina de la catedral probablemente se inició en la segunda mitad del siglo XIII. Estaba rodeada por un cementerio y las casas de los miembros del cabildo catedralicio. La catedral fue dedicada a los Santos Pedro y Pablo, que eran también los santos patronos de la ciudad. Fue la sede del Obispado de Dorpat, y uno de los mayores edificios religiosos de Europa del Este.
A mediados de la década de 1520, la Reforma protestante llegó a Tartu. El 10 de enero de 1525 la catedral fue gravemente dañada por los iconoclastas protestantes, tras lo cual cayó cada vez más en decadencia. Después de la deportación a Rusia del último obispo católico de Dorpat, Hermann Wesel (obispo desde 1554 hasta 1558, y que murió en 1563), la iglesia de la catedral fue abandonada. Durante la Guerra de Livonia (1558-1583) las tropas rusas devastaron la ciudad. Cuando en 1582 la ciudad cayó en manos de los polacos, los nuevos gobernantes que eran católicos planearon reconstruir la catedral, pero los planes fueron abandonados debido a la subsiguiente guerra polaco-sueca (1600-1611). Un incendio en 1624 agravó el daño.